# Polônia nos Jogos Olímpicos de Verão de 2024
Polônia (português brasileiro) ou Polónia (português europeu) participou dos Jogos Olímpicos de Verão de 2024, realizados em Paris, na França. Foi a 23.ª aparição do país nos Jogos Olímpicos de Verão desde a estreia cem anos antes, em Paris 1924, sendo representado por 220 atletas que competiram em 24 esportes.
Ganhou um total de 10 medalhas (1 de ouro, 4 de prata, 5 de bronze) em nove esportes diferentes, sendo que oito medalhas foram conquistadas por mulheres e duas por homens. O número de medalhas de ouro e total foi o menor do país desde 1956.
Dentre as conquistas notáveis de atletas poloneses incluem a medalha de bronze da tenista Iga Świątek no evento individual feminino, o que a tornou a primeira polonesa na história a ganhar uma medalha olímpica no tênis. Julia Szeremeta, que ganhou a medalha de prata no boxe, se tornou a primeira do país a reivindicar uma medalha olímpica neste esporte. Aleksandra Mirosław estabeleceu um novo recorde mundial de 6,06 segundos na escalada de velocidade e posteriormente ganhou a primeira medalha de ouro olímpica neste evento. A medalha de prata conquistada pela seleção masculina de voleibol foi a primeira em 48 anos, desde a última medalha olímpica da equipe em Montreal 1976, quando foi ouro.

## Medalhas
| Atleta | Esporte            | Evento                      | Medalha |
| --- | ------------------ | --------------------------- | ------- |
| Aleksandra Mirosław | Escalada esportiva | Velocidade feminino         | Ouro    |
| Klaudia Zwolińska | Canoagem           | Slalom K-1 feminino         | Prata   |
| - Mateusz Bieniek Bartłomiej Bołądź Tomasz Fornal Norbert Huber Marcin Janusz Łukasz Kaczmarek Bartosz Kurek Jakub Kochanowski Wilfredo León Grzegorz Łomacz Kamil Semeniuk Aleksander Śliwka Paweł Zatorski | Voleibol           | Masculino                   | Prata   |
| Julia Szeremeta | Boxe               | Até 57 kg feminino          | Prata   |
| Daria Pikulik | Ciclismo           | Omnium feminino             | Prata   |
| Aleksandra Jarecka Alicja Klasik Renata Knapik-Miazga Martyna Swatowska-Wenglarczyk | Esgrima            | Espada por equipes feminino | Bronze  |
| Fabian Barański Mateusz Biskup Dominik Czaja Mirosław Ziętarski | Remo               | Skiff quádruplo masculino   | Bronze  |
| Iga Świątek | Tênis              | Simples feminino            | Bronze  |
| Aleksandra Kałucka | Escalada esportiva | Velocidade feminino         | Bronze  |
| Natalia Kaczmarek | Atletismo          | 400 m feminino              | Bronze  |

## Competidores
Esta foi a participação por modalidade nesta edição:
| Esporte            | Masculino | Feminino | Total |
| ------------------ | --------- | -------- | ----- |
| Atletismo          | 26        | 33       | 59    |
| Basquetebol        | 4         | 0        | 4     |
| Boxe               | 2         | 3        | 5     |
| Canoagem           | 5         | 10       | 15    |
| Ciclismo           | 5         | 9        | 14    |
| Escalada esportiva | 0         | 2        | 2     |
| Esgrima            | 4         | 8        | 12    |
| Golfe              | 1         | 0        | 1     |
| Halterofilismo     | 0         | 1        | 1     |
| Hipismo            | 5         | 5        | 10    |
| Judô               | 2         | 2        | 4     |
| Lutas              | 3         | 2        | 5     |
| Natação            | 13        | 8        | 21    |
| Pentatlo moderno   | 2         | 2        | 4     |
| Remo               | 4         | 2        | 6     |
| Saltos ornamentais | 1         | 0        | 1     |
| Tênis              | 0         | 4        | 4     |
| Tênis de mesa      | 1         | 4        | 5     |
| Tiro               | 2         | 5        | 7     |
| Tiro com arco      | 0         | 1        | 1     |
| Triatlo            | 0         | 1        | 1     |
| Vela               | 5         | 5        | 10    |
| Voleibol           | 13        | 13       | 26    |
| Voleibol de praia  | 2         | 0        | 2     |
| Total              | 100       | 120      | 220   |